# Heikki Nurmio
Heikki Nurmio (né le 29 octobre 1887 à Pihlajavesi, mort le 22 juillet 1947) est un colonel des Jägers finlandais, également écrivain sous le pseudonyme de Aarne Mustasalo. Il est connu pour avoir écrit les paroles de la Jääkärien marssi (« marche des jägers ») dont la musique est composée par Jean Sibelius en 1917. 

## Biographie

### Jeunesse
Fils de pasteur, il épouse la fille d'un pasteur. Étudiant à Turku (1906) puis à Helsinki en langue et histoire, un diplôme de philosophie en 1911, maîtrise es-art en 1926. Il entame une carrière militaire, professeur d'histoire militaire de pédagogie il enseignera dans de nombreuses villes (Helsinki, Vyborg, Mikkeli…).

### Jäger
Il part en Allemagne pour la formation de jägers et entre au 27e bataillon de jägers avec lequel il prend part aux combats sur le front est, contre les Russes (fleuve Miss, golfe de Riga et rivière Aa), qu’il combat aussi pendant la guerre civile finlandaise. Il continue son enseignement et est directeur de l'Académie militaire. Pendant la Guerre de Continuation, il est directeur des archives au ministère de la Défense.

### Auteur
Son livre le plus connu Jääkärin päiväkirja (« Journal d'un jäger ») a été publié en 1918.

## Décorations
|  | Promotions | Décorations |  | Dénomination |  |
|  | - Hilfsgrupenführer 31 mai 1917 - sous-lieutenant 11 février 1918 - Lieutenant 13 mai 1918 - capitaine 16 mai 1919 - commandant 6 décembre 1922 - lt-colonel 6 décembre 1926 - colonel 16 mai 1938 | Croix de la liberté 1 classe · Croix de la liberté 2 classe · Croix de la liberté 4 classe en fer · Suomen Valkoisen Ruusun ritarikunnan 1. lk. ritarimerkin kunniamerkkinauha · Vapaussodan médaille commémorative de guerre avec boucle · médaille commémorative de la guerre d'hiver · Croix allemande de la Seconde Guerre mondiale · insigne du chasseur |  | - Croix de la liberté 1 classe. - Croix de la liberté 2 classe. - Croix de la liberté 4 classe en fer. - Ordre de la Rose blanche de Finlande 1 classe avec étoile polaire. - médaille commémorative de guerre avec boucle - médaille commémorative de la guerre d'hiver - Insigne des chasseurs - Croix allemande de la Seconde Guerre mondiale |  |

## Sources
- (fi) Cet article est partiellement ou en totalité issu de l’article de Wikipédia en finnois intitulé « Heikki Nurmio » (voir la liste des auteurs).